# مایکل نتولیتسکی
مایکل نتولیتسکی (انگلیسی: Michael Netolitzky؛ زادهٔ ۱۲ ژانویهٔ ۱۹۹۴) بازیکن فوتبال اهل آلمان است.
از باشگاه‌هایی که در آن بازی کرده‌است می‌توان به باشگاه فوتبال بایرن مونیخ اشاره کرد.